# ملعب فيفالداو
ملعب فيفالداو هو ملعب متعدد الاستخدام يقع في مدينة ماناوس البرازيلية. غالبا ما يتم استخدامه لمباريات كرة القدم. يسع الملعب لجلوس 43 ألف متفرج. يعتبر الملعب الرسمي الذي يخوض فيه نادي ناسيونال فاست مبارياته. تم افتتاح الملعب في 5 أبريل 1970.وقد تم اختيار الملعب كمكان لإجراء بطولة كأس العالم لكرة القدم 2014 يوم 31 مايو 2009، وتم البدأ العمل لهدم و بناء ملعب أرينا دا أمازونيا محلاً له لمنافسات بطولة كأس العالم لكرة القدم 2014.

## الاستحقاقات
- في 31 مايو 2009، تم اختيار ماناوس باعتبارها واحدة من المدن المضيفة لكأس العالم 2014. وشملت المشاريع في المدينة هدم الملعب الحالي، والتي سوف يؤدي إلى تحويله إلى ملعب آرينا دو أمازونيا، والتي سيكون لها القدرة على 47.000 شخصا. وأغلق الملعب يوم 19 مارس 2010، يوم افتتاح حجر الأساس للملعب الجديد. منذ ما يقرب من أربعة أشهر تم سحب أي المواد التي يمكن إنقاذها، مثل البوابات، المقاعد والأضواء الكاشفة، والتي تم التبرع بها إلى الملعب من الدولة. وبعد الانتهاء من كل هذه الامور بدأت في 12 يوليو 2010 هدم هيكل فيفالداو القديم، والمقرر الانتهاء منه في أكتوبر من هذا العام، وفي تشرين الثاني / نوفمبر البدء في بناء الملعب الجديد، الذي من المقرر أن تنتهي في ديسمبر 2012. وسيتم استثمار حوالي 580،000،000 $ في بناء الملعب الجديد، وهو الأمر الذي سيكون أيضا منطقة للرياضة والترفيه ومركز للتسوق. والفكرة هي أن يتم استخدام الموقع سبعة أيام في الأسبوع، ويجمع بين الرياضة والترفيه.